# Breaking Bad
Breaking Bad, conosciuto anche col titolo Breaking Bad - Reazioni collaterali in Italia, è una serie televisiva statunitense ideata da Vince Gilligan. È stata trasmessa dall'emittente via cavo statunitense AMC dal 20 gennaio 2008 al 29 settembre 2013.
Definita da gran parte della critica un autentico capolavoro, è considerata una delle migliori serie televisive di tutti i tempi, nonché una delle più importanti, influenti e innovative mai realizzate.
La prima stagione di Breaking Bad ha ricevuto recensioni generalmente positive da parte della critica, e le stagioni successive hanno ricevuto il plauso unanime da parte della critica, soprattutto per la sceneggiatura, la regia e le interpretazioni degli attori principali. Nel 2013, la Writers Guild of America l'ha collocata al tredicesimo posto tra le serie meglio scritte di tutti i tempi. Lo stesso anno, il Guinness World Records l'ha riconosciuta come serie con la più alta valutazione di tutti i tempi, citando la quinta stagione con un punteggio di 99/100 attribuitole da Metacritic. È, inoltre, una delle serie televisive più premiate di sempre, avendo vinto tra i più prestigiosi premi in ambito televisivo, tra cui sedici Emmy Award, otto Satellite Award, dodici Saturn Award, sei WGA Award, cinque TCA Award, due Golden Globe, tre Screen Actors Guild Award, un PGA Award, due DGA Award e sei Critics' Choice Television Award.
In Italia è andata in onda in prima visione sul canale satellitare italiano AXN dal 15 novembre 2008 al 9 novembre 2013, e in chiaro su Rai 4 dal 4 ottobre 2010 al 30 ottobre 2014.

## Trama
Albuquerque, 2008. Walter White è un professore di chimica di Albuquerque, Nuovo Messico, che vive con la moglie Skyler, incinta della loro secondogenita, e il figlio Walter "Flynn" Junior, affetto da una paralisi cerebrale che gli causa problemi di linguaggio e lo costringe a camminare con l'aiuto di stampelle. Alla soglia dei cinquant'anni Walter è costretto a svolgere un secondo lavoro come dipendente di un autolavaggio per far fronte alle difficoltà economiche della famiglia. A tutto questo si aggiunge il profondo senso di insoddisfazione di Walter, che deve sopportare le angherie del suo titolare, dei suoi amici e familiari, i quali lo vedono come un uomo debole e remissivo. In particolare suo cognato Hank, agente della DEA, con cui peraltro ha un buon rapporto, non perde occasione per mettere a confronto la sua vita avventurosa con quella di Walter, totalmente priva di soddisfazioni.
Quando, il giorno dopo il suo cinquantesimo compleanno, a Walter viene diagnosticato un cancro ai polmoni, i suoi problemi sembrano precipitare, anche perché non dispone della necessaria copertura assicurativa per curarsi. Tuttavia, in seguito al casuale incontro con Jesse Pinkman, un suo ex studente diventato uno spacciatore di poco conto, Walter decide di cominciare a cucinare insieme a lui cristalli di metanfetamina. Grazie alla sua conoscenza della chimica, il prodotto di Walter si rivela di qualità nettamente superiore rispetto alla concorrenza, con una purezza del 99,1%. Decide quindi di sfruttare le sue capacità per farsi sempre più strada nel mercato della droga e ricavare una quantità di denaro tale da lasciare al sicuro la sua famiglia nel momento in cui la malattia lo ucciderà.

## Episodi
| Stagione         | Episodi | Prima TV USA | Prima TV Italia |
| ---------------- | ------- | ------------ | --------------- |
| Prima stagione   | 7       | 2008         | 2008            |
| Seconda stagione | 13      | 2009         | 2010            |
| Terza stagione   | 13      | 2010         | 2011            |
| Quarta stagione  | 13      | 2011         | 2012            |
| Quinta stagione  | 16      | 2012-2013    | 2013            |

### Breaking Bad: Original Minisodes
Nel febbraio 2009, AMC ha realizzato una serie di cinque mini-episodi disponibili online (e riproposti nelle edizioni DVD) che si collocano tra la prima e la seconda stagione. Al contrario degli episodi della serie regolare questi mini episodi sono di genere commedia.
| Titolo episodio    | Regista        | Sceneggiatore      | Distribuzione    |
| ------------------ | -------------- | ------------------ | ---------------- |
| Good Cop / Bad Cop | John Shiban    | Suzanne Potts      | 17 febbraio 2009 |
| Wedding Day        | Michele Cleter | Kate Powers        | 17 febbraio 2009 |
| TwaüghtHammër      | John Shiban    | Gennifer Hutchison | 17 febbraio 2009 |
| Marie's Confession | John Shiban    | Vince Gilligan     | 17 febbraio 2009 |
| The Break-In       | John Shiban    | Gennifer Hutchison | 17 febbraio 2009 |

## Personaggi e interpreti
- Walter White (stagioni 1-5), interpretato da Bryan Cranston, doppiato da Stefano De Sando.
Un professore di chimica di un liceo di Albuquerque. Quando scopre di essere in fin di vita a causa di un cancro ai polmoni, decide di usare il suo talento per produrre metanfetamine per guadagnare abbastanza denaro da destinare alla moglie Skyler e ai figli Walter Junior e Holly. Ma il suo ingresso nel crimine cancellerà la sua umanità trasformando il mite chimico in uno spietato assassino e trafficante.
- Skyler White (stagioni 1-5), interpretata da Anna Gunn, doppiata da Alessandra Korompay.
Moglie di Walter e madre di Walter Jr. e Holly. Alternerà momenti di amore ed odio nei confronti della nuova vita del marito.
- Jesse Pinkman (stagioni 1-5), interpretato da Aaron Paul, doppiato da Francesco Pezzulli.
Ex studente di Walter White, ora divenuto un tossicodipendente produttore e spacciatore di metanfetamine, aiuta Walter a entrare nel giro della droga diventando suo amico ed inseparabile compagno. Al contrario di Walter, che diverrà sempre più spietato, Jesse diverrà sempre più buono e pieno di umanità.
- Hank Schrader (stagioni 1-5), interpretato da Dean Norris, doppiato da Alberto Angrisano.
Cognato di Walter e agente della DEA, il dipartimento anti-droga statunitense. Per tutta la serie, conduce le indagini sul cuoco della metanfetamina "Heisenberg", ignaro che il misterioso boss della droga sia suo cognato.
- Marie Schrader (stagioni 1-5), interpretata da Betsy Brandt, doppiata da Francesca Fiorentini.
Moglie di Hank e sorella di Skyler. Soffre di cleptomania.
- Walter "Flynn" White Jr. (stagioni 1-5), interpretato da RJ Mitte, doppiato da Fabrizio De Flaviis.
Figlio di Walter e Skyler, nato affetto da paralisi cerebrale, a causa della quale è costretto a camminare con delle stampelle.
- Gustavo "Gus" Fring (ricorrente stagione 2, stagioni 3-4), interpretato da Giancarlo Esposito, doppiato da Danilo De Girolamo.
Villain della serie, è un boss della mafia cileno, affiliato con il cartello, che gestisce il traffico di metanfetamine dell'intero Nuovo Messico e delle zone limitrofe. È proprietario di una catena di fast food chiamata Los Pollos Hermanos, che usa come attività lavorativa di facciata. È un criminale che si "nasconde in bella vista", usando la sua filantropia antidroga e aiutando la comunità, in particolare la DEA, per nascondere la sua vera natura e costruire passo dopo passo il suo impero della droga.
- Saul Goodman (ricorrente stagione 2, stagioni 3-5), interpretato da Bob Odenkirk, doppiato da Gaetano Varcasia.
Avvocato penalista, specializzato nella difesa di criminali ormai irrecuperabili. Estremamente astuto e competente, diverrà l'avvocato di Walter e Jesse e li aiuterà nelle loro carriere criminali.
- Mike Ehrmantraut (guest stagione 2, stagioni 3-5), interpretato da Jonathan Banks, doppiato da Stefano Mondini.
Ex poliziotto ora divenuto faccendiere ed investigatore privato di Saul Goodman e Gus Fring. È molto scaltro e ha grande esperienza.
- Lydia Rodarte-Quayle (stagione 5), interpretata da Laura Fraser, doppiata da Barbara De Bortoli.
Manager di una multinazionale, è affiliata con Gus Fring ed approfitta della sua posizione per favorire il traffico di droga a livello internazionale.
- Todd Alquist (stagione 5), interpretato da Jesse Plemons, doppiato da Mirko Mazzanti.
Operaio della Vamonos Pest, la ditta di disinfestazione che copre la fase della preparazione della metanfetamina lungo la quinta stagione, in seguito diventa membro della banda criminale di suo zio Jack.

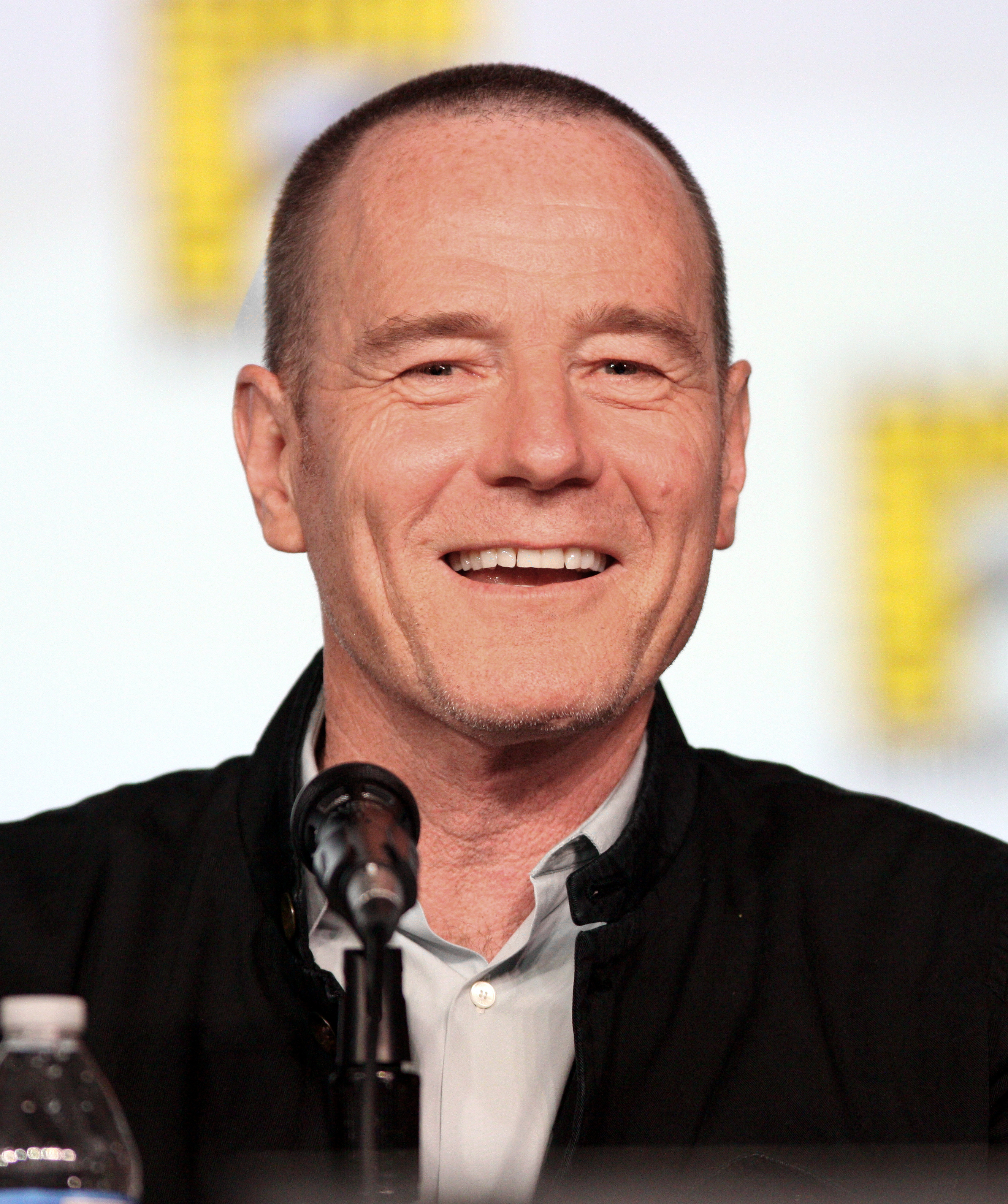
Bryan Cranston interpreta Walter White
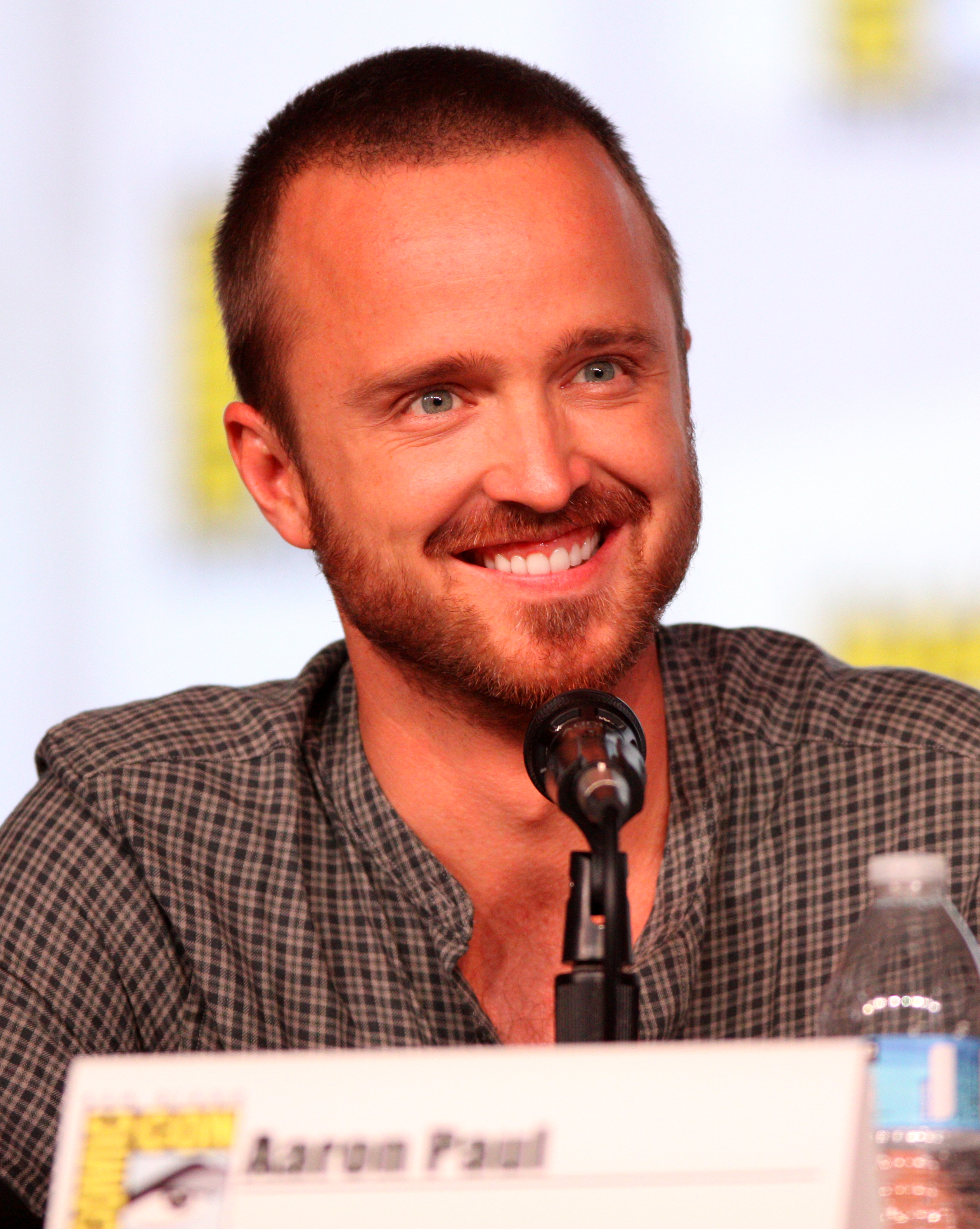
Aaron Paul interpreta Jesse Pinkman
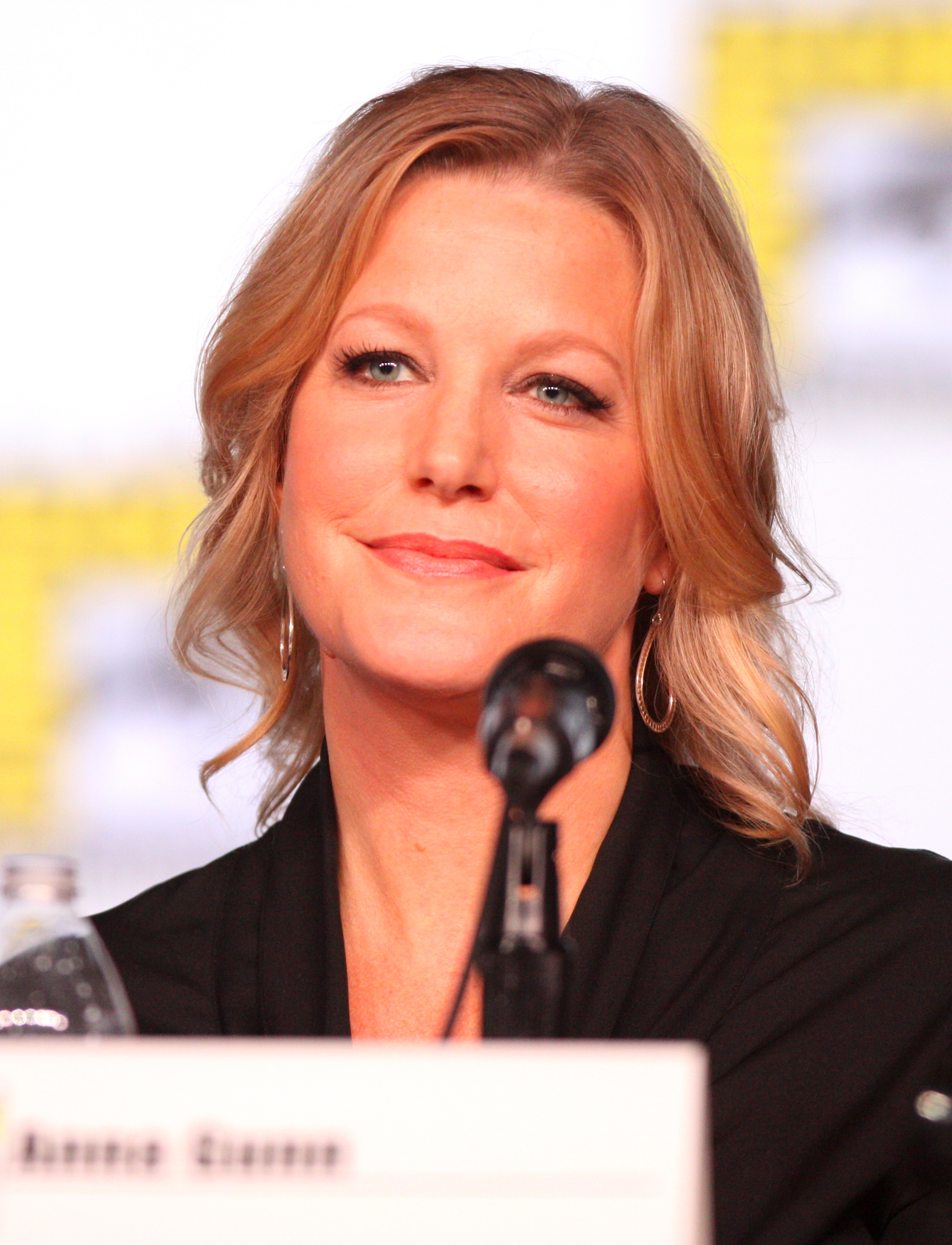
Anna Gunn interpreta Skyler White
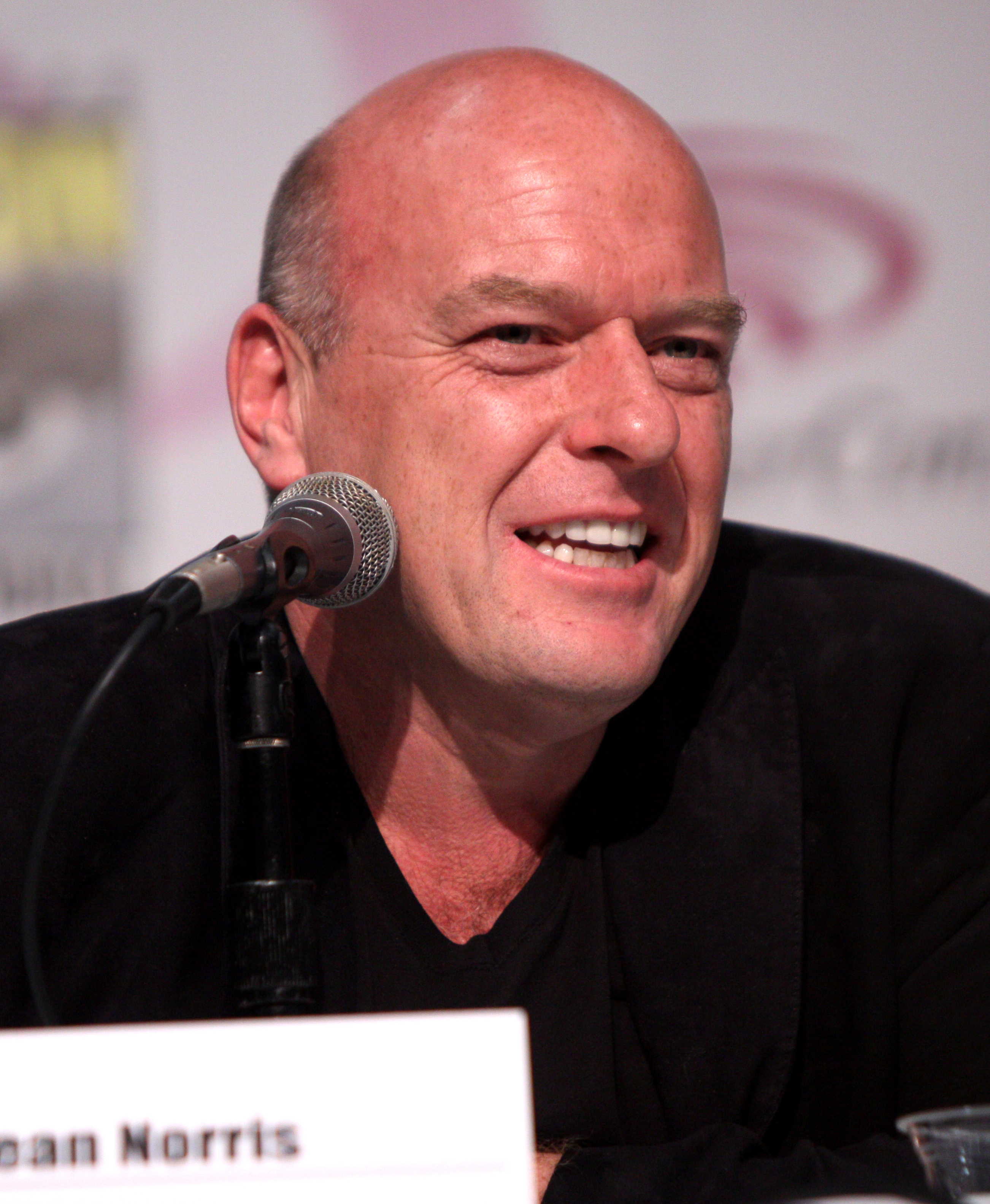
Dean Norris interpreta Hank Schrader
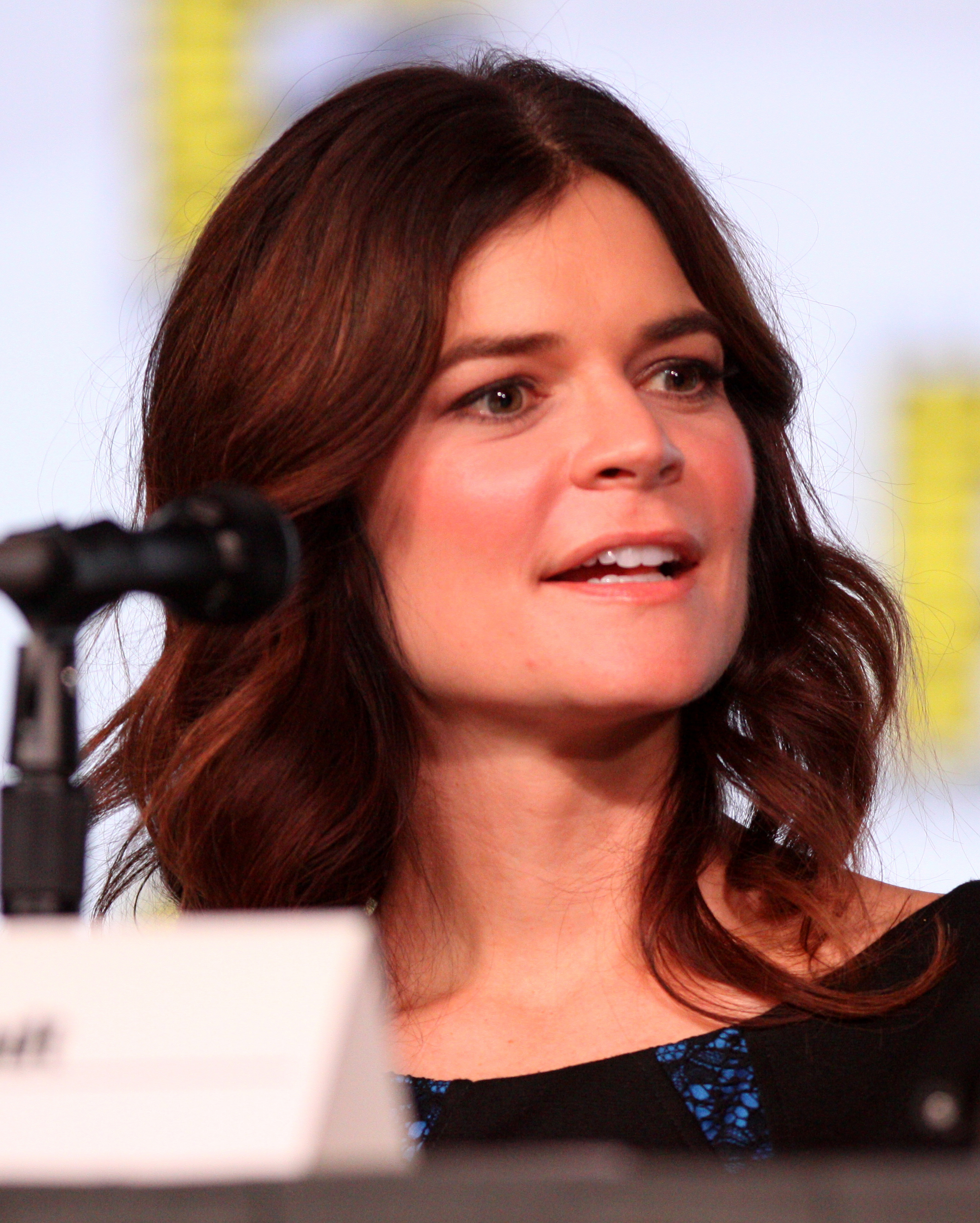
Betsy Brandt interpreta Marie Schrader
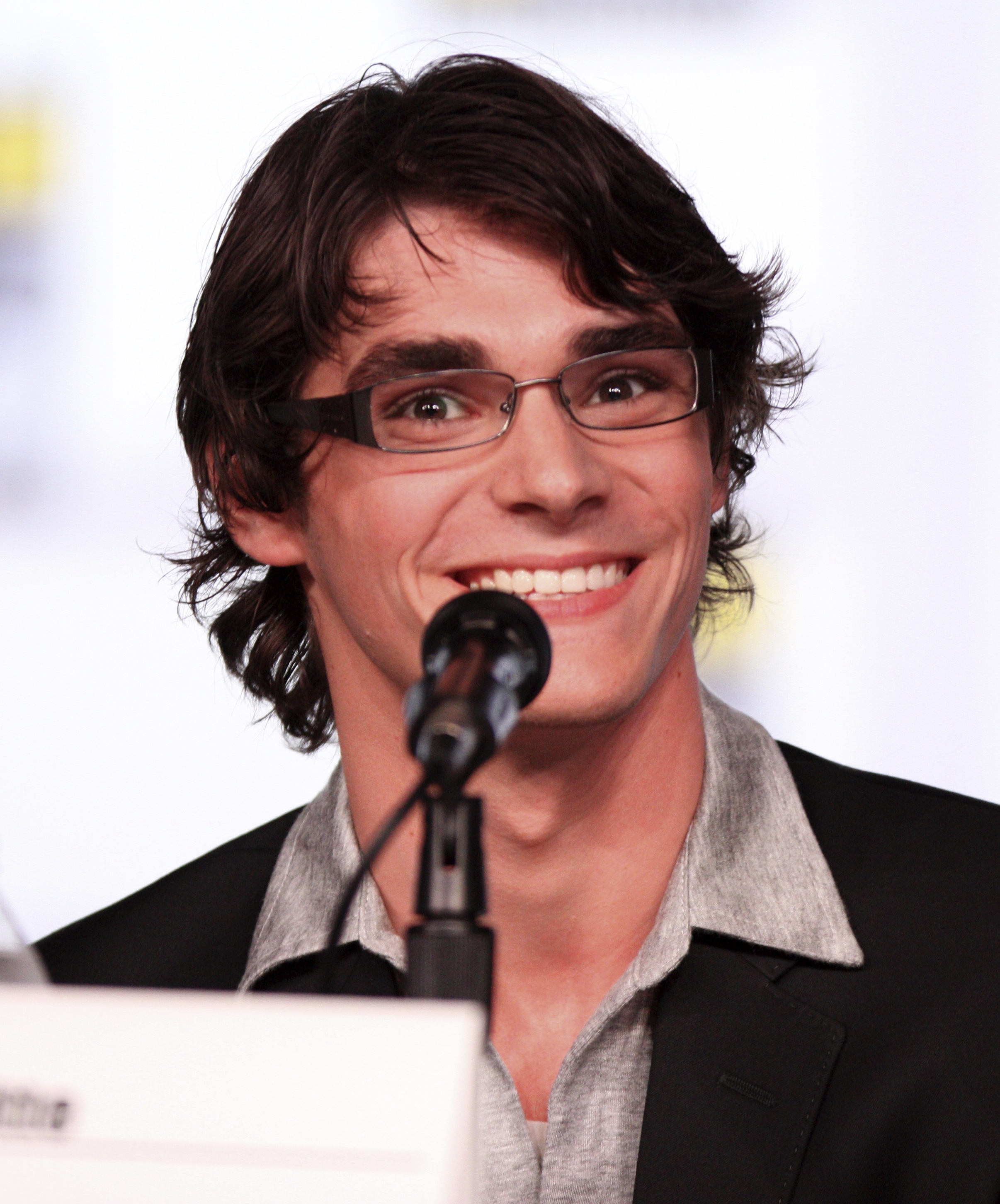
RJ Mitte interpreta Walter White Jr.
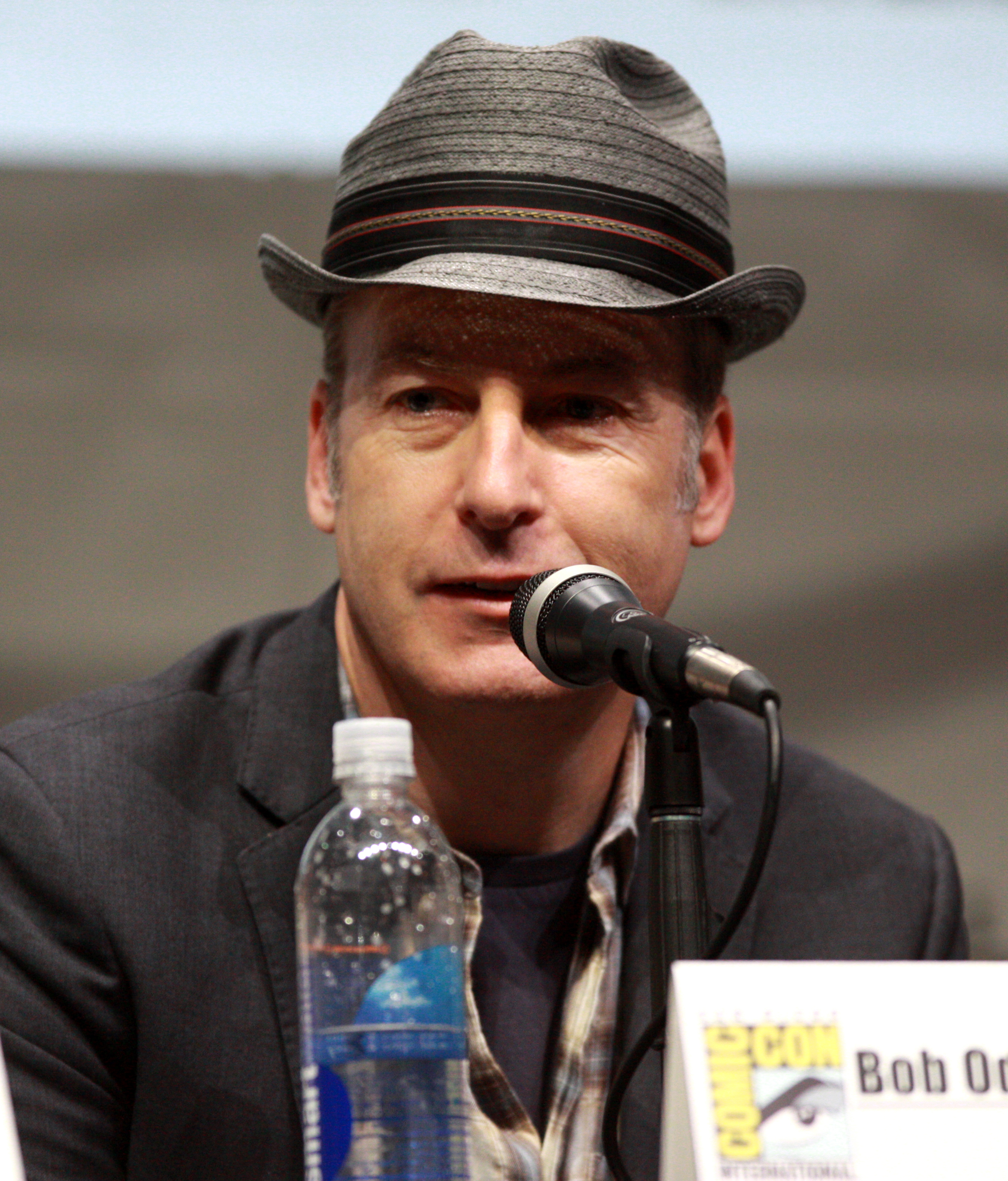
Bob Odenkirk interpreta Saul Goodman
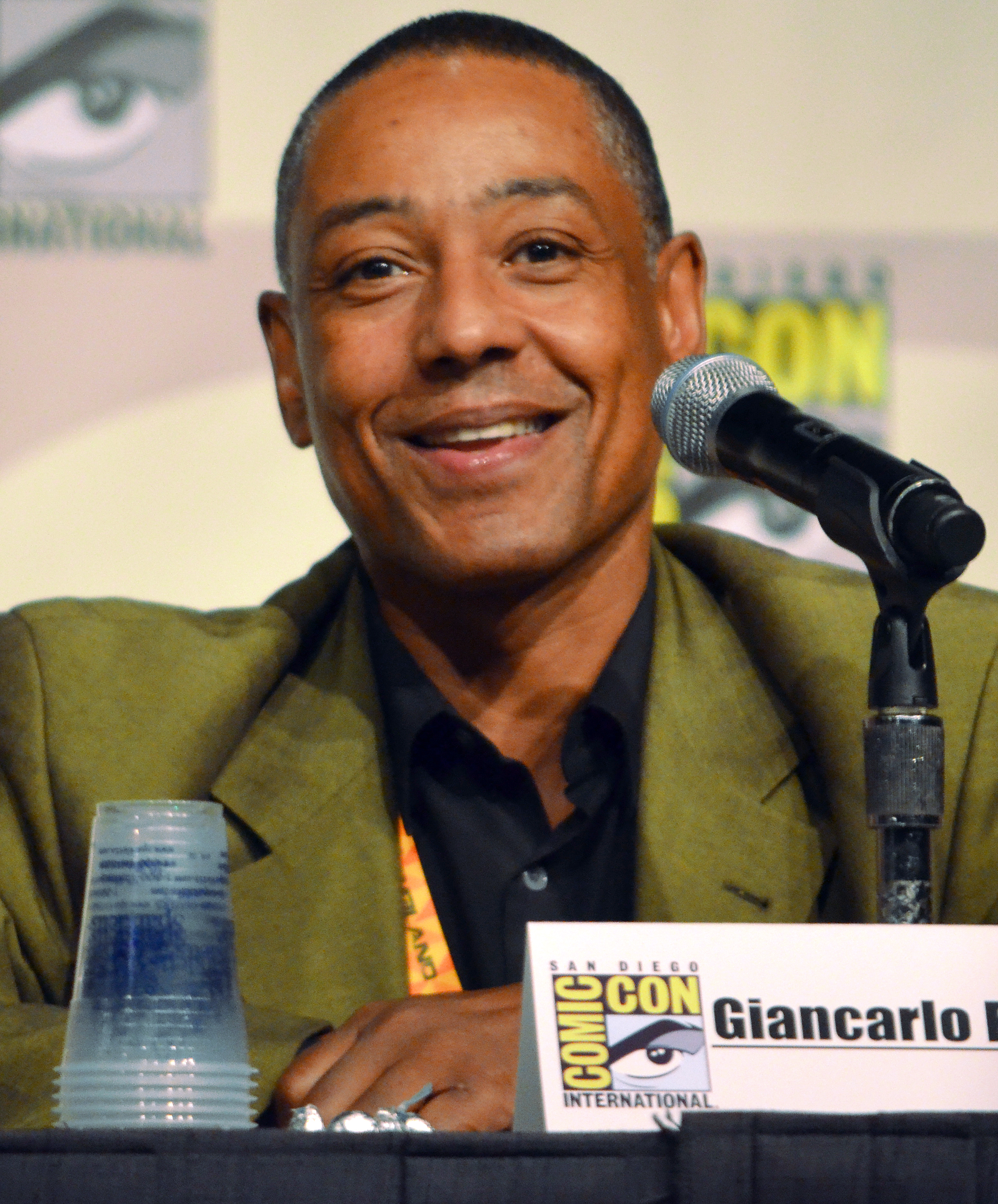
Giancarlo Esposito interpreta Gustavo Fring
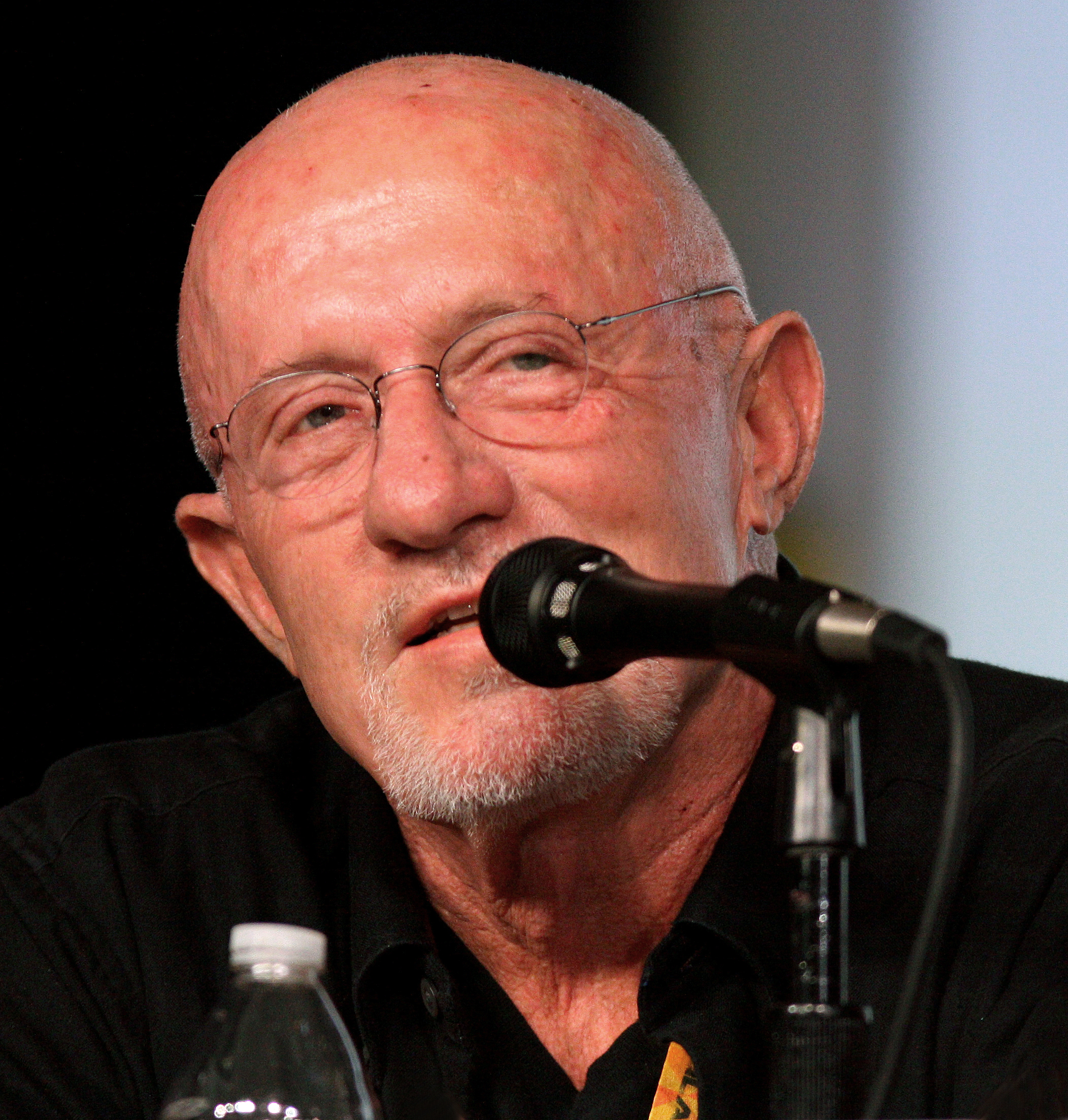
Jonathan Banks interpreta Mike Ehrmantraut
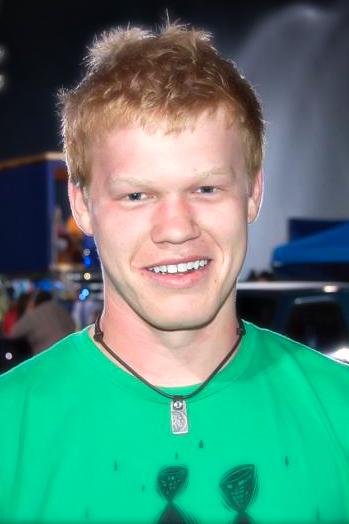
Jesse Plemons interpreta Todd Alquist

## Produzione

### Ideazione

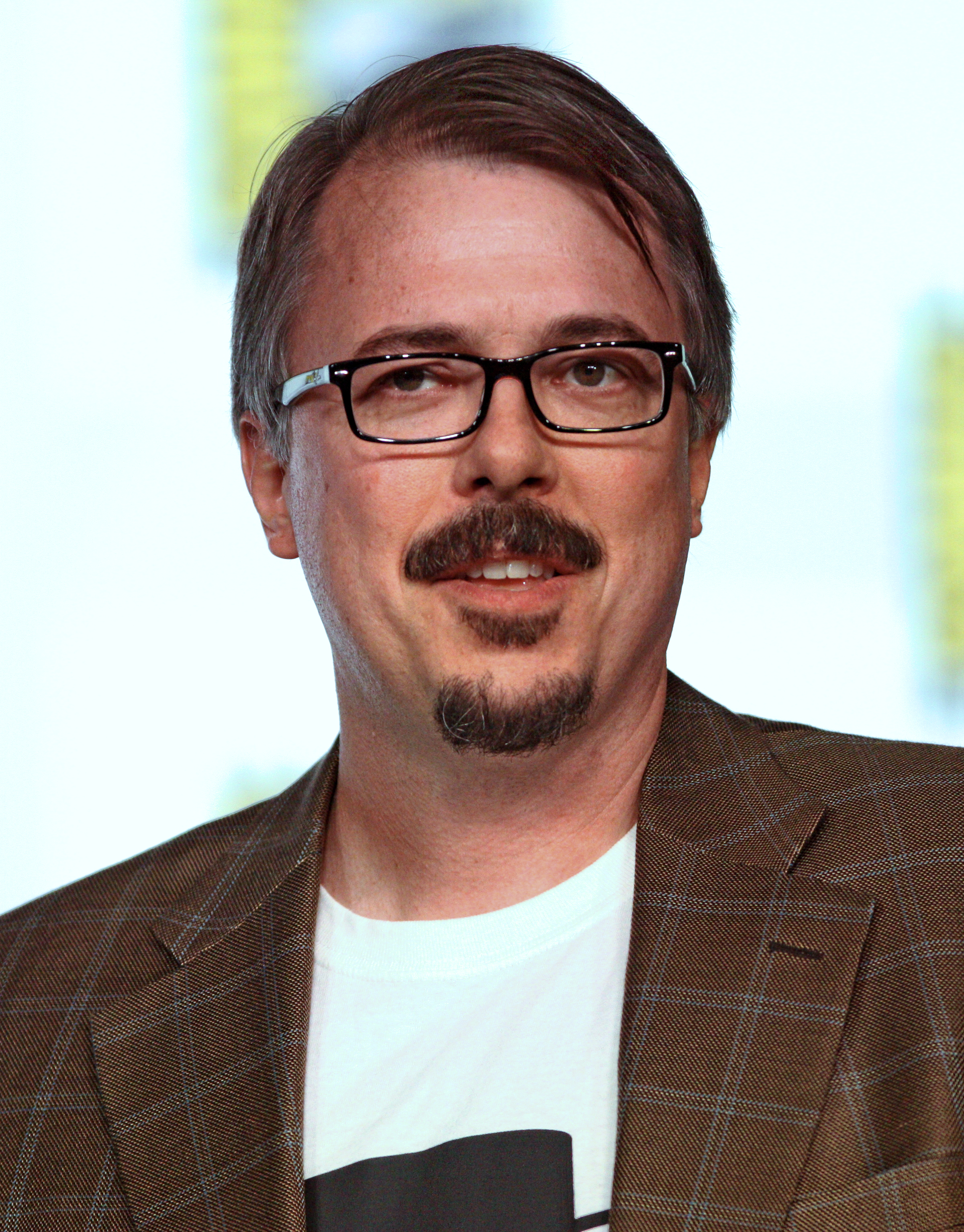
Vince Gilligan, ideatore della serie televisiva, al San Diego Comic-Con International nel 2012.

Breaking Bad è stato ideato da Vince Gilligan, che in precedenza si era occupato per diversi anni della sceneggiatura della serie televisiva X-Files. Gilligan intendeva creare una serie in cui il protagonista diventasse l'antagonista. Ha affermato: «la televisione è storicamente brava a tenere i suoi personaggi in una stasi autoimposta in modo che gli spettacoli possano andare avanti per anni o addirittura decenni. Quando ho capito questo, il passo logico successivo è stato quello di pensare a come poter fare una serie in cui l'impulso fondamentale sia verso il cambiamento». Ha aggiunto che il suo obiettivo con Walter White era di farlo passare da Mr. Chips a Scarface. Sempre Gilligan ha rivelato di trovare difficile scrivere le parti di Walter White per quanto il personaggio sia oscuro e moralmente discutibile: «mi mancherà la serie quando sarà finita, ma in qualche modo sarà un sollievo non avere più Walt nella mia testa». Con il procedere della serie l'ideatore e lo staff di sceneggiatori di Breaking Bad hanno reso Walter sempre più insensibile e freddo. Gilligan ha detto: «sta passando dall'essere un protagonista all'essere un antagonista. Vogliamo che le persone si domandino per chi fare il tifo, e perché». L'attore Bryan Cranston, interprete di Walter White, ha affermato riguardo alla quarta stagione: «penso che Walt abbia capito che è meglio essere l'inseguitore piuttosto che l'inseguito. È sulla buona strada per diventare un bastardo». Sempre Cranston ha affermato in un'intervista che «il termine breaking bad è un'espressione colloquiale del sud degli Stati Uniti, ed esprime la situazione in cui qualcuno ha preso una direzione che lo allontana dalla retta via, che potrebbe essere per un giorno o per tutta la vita». Gilligan ha spiegato che l'espressione breaking bad è un regionalismo del sud degli Stati Uniti, simile a to raise hell ("fare il diavolo a quattro").
Gilligan è stato inizialmente scoraggiato dalle similitudini tra le premesse di Breaking Bad e la serie Weeds. Nonostante i produttori gli assicurassero che Breaking Bad sarebbe stata sufficientemente differente da poter avere ancora successo, Gilligan ha in seguito dichiarato che se fosse venuto a conoscenza di Weeds in precedenza non sarebbe mai andato avanti con lo sviluppo della serie.

### Sviluppo
L'emittente AMC aveva originariamente ordinato nove episodi per la prima stagione (incluso l'episodio pilota), ma a causa dello sciopero degli sceneggiatori del 2007-2008 la produzione è stata ridotta a sette episodi. La serie è ambientata e girata ad Albuquerque, nel Nuovo Messico, ed è stata filmata su pellicole in formato 35 millimetri. Il costo di produzione di Breaking Bad è di tre milioni di dollari per episodio, superiore al costo medio di un normale programma via cavo.
Vince Gilligan ha affermato di voler concludere Breaking Bad con la quinta stagione. Agli inizi dell'agosto del 2011 sono iniziate le trattative per un accordo sulla quinta ed eventualmente ultima stagione tra l'emittente AMC e Sony Pictures Entertainment, la società produttrice della serie. AMC ha proposto una quinta stagione ridotta (da sei a otto episodi, anziché 13) per ridurre i costi, ma i produttori hanno rifiutato. Sony ha quindi contattato altri canali via cavo per assicurarsi il proseguimento della serie nel caso non si fosse giunti a un accordo. Il 14 agosto 2011 l'accordo invece è stato raggiunto e AMC ha rinnovato la serie per una stagione finale di 16 episodi, da trasmettere separatamente in due metà da otto episodi, rispettivamente nell'estate 2012 e 2013.

### Casting

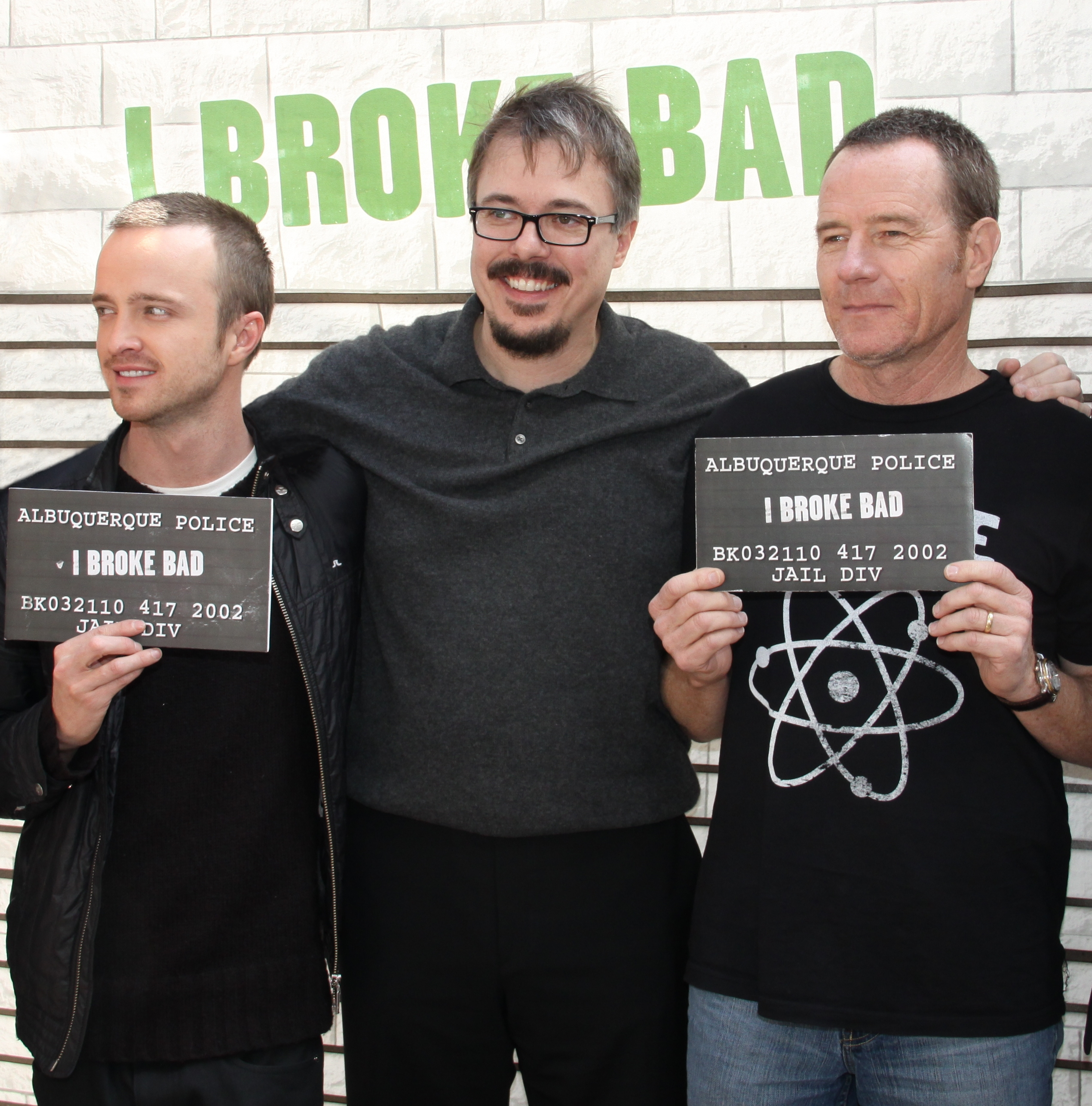
Vince Gilligan con gli attori protagonisti della serie: Bryan Cranston (a destra) e Aaron Paul (a sinistra).

Gilligan ha scelto Bryan Cranston per il ruolo di Walter White, con il quale aveva lavorato in precedenza nell'episodio La corsa nella sesta stagione di X-Files. Cranston interpretava un uomo antisemita con una malattia terminale che aveva preso in ostaggio il protagonista della serie Fox Mulder. Gilligan ha affermato che il personaggio doveva essere allo stesso tempo ripugnante e compassionevole, e che «Bryan era l'unico attore che sapesse farlo, che sapesse tirar fuori quel trucco. Ed è un trucco. Non ho idea di come lo faccia». Inizialmente i dirigenti dell'emittente AMC erano dubbiosi sulla scelta dell'attore protagonista, conoscendo Cranston solo per il ruolo di Hal nella sitcom Malcolm, ma si convinsero dopo che Gilligan mostrò loro l'episodio in questione.
Originariamente era nelle intenzioni di Gilligan che il personaggio di Jesse Pinkman venisse ucciso alla fine della prima stagione di Breaking Bad. Inizialmente l'ideatore della serie voleva che Jesse morisse in un affare di droga finito male, come espediente narrativo per far affliggere dal senso di colpa il protagonista Walter White. Tuttavia Gilligan ha affermato che, dal secondo episodio della serie, era rimasto così impressionato dal personaggio di Jesse e dall'interpretazione di Aaron Paul che «è diventato piuttosto chiaro fin dall'inizio che sarebbe stato un enorme, colossale errore, uccidere Jesse».

### Accuratezza scientifica

C_{10}H_{15}N, la formula della metanfetamina

Donna Nelson, professoressa di chimica organica all'Università dell'Oklahoma, ha controllato le sceneggiature e fornito i dialoghi. Ha anche disegnato strutture chimiche e scritto equazioni che sono state usate come materiale. Stando all'ideatore della serie «la dottoressa Donna Nelson dell'università dell'Oklahoma ci ha avvicinato diverse stagioni fa e ci ha detto: "Mi piace davvero questa serie, e se vi dovesse mai servire aiuto con la chimica, mi piacerebbe dare una mano". È stata una fantastica consigliera. Ci ha aiutato ovunque servisse, fosse chimica, ingegneria elettrica, o fisica. Cerchiamo di rappresentare tutto correttamente. Non c'è un consulente fisso sul set, ma certe scene le mostriamo prima a questi esperti». «Dal momento che nei primi episodi Walter White parla ai suoi studenti, sono riuscito a semplificare alcune descrizioni e dialoghi, il che mi ha aiutato finché non abbiamo potuto avere qualche chimico vero».
Secondo Gilligan, Nelson «[...] controlla le sceneggiature per assicurarsi che i nostri dialoghi sulla chimica siano accurati e aggiornati. Abbiamo anche un chimico della DEA di Dallas che ci è di enorme aiuto.»
La sigla d'apertura mostra una serie di formule molecolari e la tavola periodica degli elementi che compone il titolo della serie. La prima molecola che viene mostrata è C10H15N, ovvero la formula bruta della metanfetamina.

## Spin-off
Lo showrunner Vince Gilligan e lo sceneggiatore Peter Gould hanno creato uno spin-off della serie intitolato Better Call Saul. Trasmesso dall'8 febbraio 2015 al 15 agosto 2022, tale spin-off è incentrato sul personaggio di Saul Goodman, interpretato da Bob Odenkirk.
L'11 ottobre 2019 è uscito il film El Camino - Il film di Breaking Bad, incentrato sul personaggio di Jesse Pinkman.

## Altri media
Nel corso del mese di aprile 2018, Pendragon Game Studio ha pubblicato in Italia un gioco da tavolo tratto dalla serie televisiva realizzato sotto licenza ufficiale.
Il 7 novembre seguente il The Albuquerque Journal annuncia nello stesso mese l'inizio delle riprese in città di un film tratto dalla serie, El Camino - Il film di Breaking Bad, anch'esso prodotto e scritto da Vince Gilligan. La notizia viene in seguito confermata dal New Mexico Film Office. Il giorno successivo viene confermato che la pellicola sarà un sequel della serie televisiva e sarà incentrata sul personaggio di Jesse Pinkman e la sua fuga verso la libertà dopo il finale della quinta e ultima stagione.
Esiste anche un remake colombiano della serie, intitolato Metastasis

## Riconoscimenti
Premi Emmy
- 2008 – Miglior attore protagonista in una serie drammatica a Bryan Cranston
- 2008 – Miglior montaggio single-camera per una serie drammatica per l'episodio Questione di chimica (Pilot)
- 2009 – Miglior attore protagonista in una serie drammatica a Bryan Cranston
- 2009 – Miglior montaggio single-camera per una serie drammatica per l'episodio Albuquerque (ABQ)
- 2010 – Miglior attore protagonista in una serie drammatica a Bryan Cranston
- 2010 – Miglior attore non protagonista in una serie drammatica ad Aaron Paul
- 2012 – Miglior attore non protagonista in una serie drammatica ad Aaron Paul
- 2013 – Migliore serie drammatica
- 2013 – Miglior attrice non protagonista in una serie drammatica ad Anna Gunn
- 2013 – Miglior montaggio single-camera per una serie drammatica per l'episodio Volare alto (Gliding Over All)
- 2014 – Migliore serie drammatica
- 2014 – Miglior attore protagonista in una serie drammatica a Bryan Cranston per l'episodio Declino (Ozymandias)
- 2014 – Miglior attore non protagonista in una serie drammatica ad Aaron Paul
- 2014 – Miglior attrice non protagonista in una serie drammatica ad Anna Gunn per l'episodio Declino (Ozymandias)
- 2014 – Miglior sceneggiatura per una serie drammatica a Moira Walley-Beckett per l'episodio Declino (Ozymandias)

Golden Globe
- 2014 – Migliore serie drammatica

- 2014 – Miglior attore in una serie drammatica a Bryan Cranston

Screen Actors Guild Awards
- 2013 – Miglior attore in una serie drammatica a Bryan Cranston
- 2014 – Migliore serie drammatica
- 2014 – Miglior attore in una serie drammatica a Bryan Cranston

Satellite Awards
- 2008 – Miglior attore in una serie drammatica a Bryan Cranston
- 2009 – Migliore serie drammatica
- 2009 – Miglior attore in una serie drammatica a Bryan Cranston
- 2010 – Migliore serie drammatica
- 2010 – Miglior attore in una serie drammatica a Bryan Cranston

Saturn Awards
- 2010 – Miglior serie televisiva via cavo
- 2010 – Miglior attore non protagonista ad Aaron Paul
- 2011 – Miglior serie televisiva via cavo
- 2012 – Miglior serie televisiva via cavo
- 2012 – Miglior attore protagonista a Bryan Cranston
- 2012 – Miglior attore non protagonista ad Aaron Paul
- 2013 – Miglior presentazione televisiva
- 2013 – Miglior attore protagonista a Bryan Cranston
- 2013 – Miglior attore non protagonista a Jonathan Banks

Critics' Choice Awards
- 2012 – Miglior attore in una serie tv drammatica a Bryan Cranston
- 2012 – Migliore serie drammatica
- 2013 – Migliore serie drammatica
- 2013 – Miglior attore in una serie tv drammatica a Bryan Cranston
- 2014 – Migliore serie drammatica
- 2014 – Miglior attore non protagonista in una serie tv drammatica ad Aaron Paul

DGA Awards
- 2014 – Miglior regia Drama a Vince Gilligan per l'episodio Felina (Felina)

PGA Awards
- 2014 – Miglior produzione televisiva drammatica

TCA Awards
- 2009 – Miglior attore drammatico a Bryan Cranston
- 2010 – Miglior dramma[45]
- 2013 – Programma dell'anno
- 2014 – Programma dell'anno

WGA Awards
- 2008 – Miglior dramma a episodi per l'episodio Questione di chimica (Pilot)
- 2012 – Miglior serie drammatica
- 2012 – Miglior dramma a episodi per l'episodio Il taglierino (Box Cutter)
- 2013 – Miglior serie drammatica
- 2014 – Miglior serie drammatica
- 2014 – Miglior dramma a episodi per l'episodio Confessioni (Confessions)

## Omaggi
- Il 26 luglio 2022 sono state inaugurate due statue dedicate a Breaking Bad che ritraggono gli attori Bryan Cranston ed Aaron Paul nei panni di Walter White e Jesse Pinkman all'Albuquerque Convention Center, nella medesima città dov'è ambientata la serie.[46][47][48][49] L'inaugurazione è avvenuta alla presenza dei due attori raffigurati, più Dean Norris (l'agente della DEA Hank Schrader), gli showrunner Vince Gilligan e Peter Gould e alcuni membri del cast dello spin-off Better Call Saul: Rhea Seehorn (interprete di Kim Wexler), Michael Mando (interprete di Nacho Varga) e Patrick Fabian (interprete di Howard Hamlin).[46][47][48][49]